# Övre magmunnen

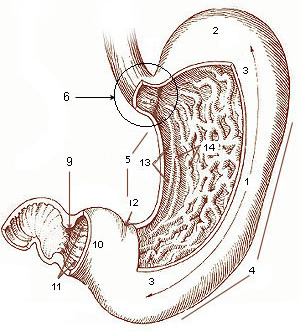
Nummer 6 visar övre magmunnens placering i magsäcken. 1: magsäcken, 2: fundus, 4: curvatura major, 5: curvatura minor

Övre magmunnen (cardia) är matstrupens mynning i magsäcken. Där finns en ringmuskel, cardiasfinktern, som normalt förhindrar mat som nått magsäcken eller annat magsäcksinnehåll att tränga tillbaka ut i matstrupen. Sådant (oönskat) återflöde kallas reflux och kan yttra sig i form av halsbränna eller sura uppstötningar.

## Anatomi
Övre magmunnen sitter vid den lilla magsäckskröken (curvatura minor). Till vänster om övre magmunnen finns en kupol kallad fundus som är magsäckens högsta punkt.